# 이상우 (1989년)
이상우(1989년)는 전 한화 이글스 소속의 투수이다.
2013년 시범경기 당시 임기영과 함께 뛰어난 활약으로 이목을 끌었지만,2013년 시즌 종료 후 김일엽, 신경현, 최승환 등과 함께 방출되었다.